# 제67회 베를린 국제 영화제
제67회 베를린 국제 영화제는 2017년 2월 9일에 열린 시상식이다.

## 수상 및 후보

### 황금곰상
- 온 바디 앤드 소울 - 일디코 엔예디 수상

### 은곰상:심사위원대상
- 펠리씨테 - 알랭 고미 수상

### 은곰상:감독상
- 디 아더 사이드 오브 호프 - 아키 카우리스마키 수상

### 은곰상:여자연기자상
- 밤의 해변에서 혼자 - 김민희 수상

### 은곰상:남자연기자상
- 브라이트 나이츠 - 게오르그 프리드리히 수상

### 은곰상:각본상
- 디 아티피셜 유머스 - 가브리엘 아브란테스 수상

### 은곰상:예술공헌상
- 아나, 모나무르 - 데이너 부네스쿠 수상

### 황금곰상:단편영화상
- 스몰 타운 - 디오고 코스타 아마란테 수상

### 은곰상:단편영화상
- 레버리 인 더 메도우 - 에스테반 아랑고이즈 수상

### 은곰상:알프레드 바우어상
- 포콧 - 아그네츠카 홀란드 수상

### 은곰상:특별언급
- 센토어 - 니콜라스 수아레즈 수상

### 은곰상:공헌상
- 더 파티 - 샐리 포터 수상

### 유럽단편영화상
- 스트리트 오브 데스 - 카람 고사인 수상

### 베를린카메라상
- 시남생 수상
- Samir Farid 수상
- 제프리 러쉬 수상

### GWFF 장편 데뷔상
- 어 판타스틱 우먼 - 세바스찬 렐리오 외 1명 수상

### GWFF 장편 데뷔상 - 특별언급
- 썸머 1993 - 카를라 시몬 수상

### 파노라마 관객상
- 인시리에이티드 - 필리페 반 레우 수상
- 아이 엠 낫 유어 네그로 - 라울 펙 수상

### 수정곰상(제너레이션 14플러스) 작품상
- 버터플라이 키세스 - 라파엘 카펠린스키 수상

### 수정곰상(제너레이션 14플러스) 작품상 특별언급
- 도즈 후 메이크 레볼루션 하프웨이 온니 딕 데어 오운 그레이브스 - 마티우 L. 데니스 외 1명 수상
- 스닙 - 테릴 리 칼더 수상

### 수정곰상(제너레이션 14플러스) 단편영화
- 울프 - 클레어 랜달 수상

### 대상(제너레이션 14플러스) 국제심사위원
- 스쿨 넘버 3 - 옐리자베타 스미스 외 1명 수상

### 특별상(제너레이션 14플러스) 국제심사위원
- 더 정글 노우스 유 베터 댄 유 두 - 후아니타 온자가 수상

### 특별상(제너레이션 14플러스) 국제심사위원 - 특별언급
- 더 풀리시 버드 - 지 황 외 1명 수상
- 인투 더 블루 - 안토네타 알라마트 쿠시야노비치 수상

### 수정곰상(제너레이션 K플러스) 작품상 특별언급
- 리틀 하버 - 이베타 그로포타 수상

### 수정곰상(제너레이션 K플러스) 단편영화
- 마운틴 미라클 - 언 언익스펙디드 프렌드쉽 - 토비아스 뷔에만 수상
- 헷지혹스 홈 - 에바 크비자노빅 수상

### 수정곰상(제너레이션 K플러스) 단편영화 특별언급
- 프로미스 - 톈 시에 수상

### 대상(제너레이션 K플러스) 국제심사위원 - 특별언급
- 앙뚜 - 문창용 외 1명 수상
- 썸머 1993 - 카를라 시몬 수상

### 특별상(제너레이션 K플러스) 국제심사위원 - 특별언급
- 그랜드파더 - 아마르 카우시크 수상

### 테디상:장편영화상
- 어 판타스틱 우먼 - 세바스찬 렐리오 수상

### 테디상:단편영화상
- 마이 게이 시스터 - 리아 히에탈라 수상

### 테디상:다큐멘터리상
- 스몰 토크 - 황 후이전 수상

### 테디상:심사위원상
- 그들이 진심으로 엮을 때 - 오기가미 나오코 수상

### 테디상:테디특별상
- 모니카 트루트 수상

### FIPRESCI상:경쟁부문
- 온 바디 앤드 소울 - 일디코 엔예디 수상

### FIPRESCI상:포럼
- 어 필링 그레이터 댄 러브 - 마리 지르마누스 사바 수상

### FIPRESCI상:파노라마
- 펜듈라 - 줄리아 무랫 수상

### 에큐메니칼 심사위원상:경쟁부문
- 온 바디 앤드 소울 - 일디코 엔예디 수상

### 에큐메니칼 심사위원상:포럼
- 마마 콜로넬 - 디웨도 아마디 수상

### 에큐메니칼 심사위원상:파노라마
- 인베스티게이팅 파라다이스 - 메르작 알루아슈 수상

### 에큐메니칼 심사위원상:파노라마 특별언급
- 어 판타스틱 우먼 - 세바스찬 렐리오 수상
- 아이 엠 낫 유어 네그로 - 라울 펙 수상
- 엘 마르 라 마르 - 조슈아 보네타 외 1명 수상

### OCIC프로모션상
- 사바쿠 - 마를리스 반 더 웰 수상

### C.I.C.A.E.상:포럼
- 뉴튼 - 아미트 마서카 수상

### C.I.C.A.E.상:파노라마
- 센토 - 악탄 압디칼리코프 수상

### 라벨유럽영화상
- 인시리에이티드 - 필리페 반 레우 수상

### 베를리날레 스페셜
- 바이 바이 저머니 - 샘 가바르스키
- 인 타임스 오브 페이딩 라이트 - 마티 게쇼넥
- 어 프로미넌트 페이션트 - 줄리우스 세브식
- 더 퀸 오브 스페인 - 페르난도 트루에바
- 더 영 칼 맑스 - 라울 펙
- 라스트 데이스 인 하바나 - 페르난도 페레즈
- 빌로우 더 서페이스 - 카스페르 바르포에드
- 어 프로미넌트 페이션트 - 줄리우스 세브식
- 블랙 스팟 - 티에리 푸와로 외 1명
- 잃어버린 도시 Z - 제임스 그레이
- 모디 - 에이슬링 월쉬
- 더 밤 - 케빈 포드 외 2명
- 데빌스 프리덤 - 에베라도 곤잘레스
- 페트리어트 - 스티브 콘래드
- SS-GB - 필립 카델바흐

### 칼리가리상
- 엘 마르 라 마르 - 조슈아 보네타 외 1명 수상

### 헤이너 카로우상
- 파이브 스타스 - 아네카트린 헨델 수상

### 타게스피겔 독자상
- 마마 콜로넬 - 디웨도 아마디 수상

### 베를리너 모겐포스트 독자상
- 온 바디 앤드 소울 - 일디코 엔예디 수상

### 뉴욕영화학교장학상
- 아드리아나스 팩트 - 리세테 오로츠코 수상

### 평화영화상
- 데빌스 프리덤 - 에베라도 곤잘레스 수상

### 저널리스트 특별상
- Nefes Polat 수상

### 아르테키노 국제상
- 블라디미르 페리식 수상

### 유리메이지 프로덕션 발전상
- Razor Film Produktion 수상

### 경쟁부문
- 미스터 롱 - 사부
- 리턴 투 몬턱 - 폴커 슐렌도르프
- T2: 트레인스포팅 2 - 대니 보일
- 바이스로이즈 하우스 - 거린더 차다
- 와일드 마우스 - 조세프 하데르
- 아나, 모나무르 - 칼린 피터 네처
- 보이스 - 안드레스 바이엘
- 콜로 - 테레사 빌라버드
- 더 디너 - 오렌 무버만
- 펠리씨테 - 알랭 고미
- 더 파티 - 샐리 포터
- 포콧 - 아그네츠카 홀란드
- 온 바디 앤드 소울 - 일디코 엔예디
- 디 어더 사이드 오브 호프 - 아키 카우리스마키
- 어 판타스틱 우먼 - 세바스찬 렐리오
- 밤의 해변에서 혼자 - 홍상수
- 더 바 - 알렉스 드 라 이글레시아
- 브라이트 나이츠 - 토마스 아슬란
- 조아킴 - 마르셀로 고메스
- 로건 - 제임스 맨골드
- 더 미드와이프 - 마르탱 프로보스트

### 비경쟁부문
- 마운틴 미라클 - 언 언익스펙디드 프렌드쉽 - 토비아스 뷔에만

### 단편 경쟁부문
- 하이 씨티스 오브 본 - 주앙 살라비자
- 비포 더 플라이트 - 로런스 보반
- 더 보이 프롬 H2 - 헬렌 야노프그키
- 콜 오브 큐트니스 - 브렌다 리엔
- 센토어 - 니콜라스 수아레즈
- 스몰 타운 - 디오고 코스타 아마란테
- 쿠 데 그라스 - 살로메 라마스
- 더 크라잉 콘치 - 빈센트 토이
- 레버리 인 더 메도우 - 에스테반 아랑고이즈
- 유 얼 씨잉 씽스 - 바바라 바그너
- 에브리띵 - 데이빗 오렐리
- 레 필름 델레테 - 엠마누엘 마르
- 피싱 이스 낫 던 온 투스데이 - 루카스 막스트 외 1명
- 아웃 오브 시즌 - 샤브리나 캠포스
- 히와 - 자클린 렌트조
- 디 아티피셜 유머스 - 가브리엘 아브란테스
- 킵 댓 드림 버닝 - 라이너 콜베르거
- 더 코맷 - 빅토르 린드그렌
- 마틴 크라이스 - 조나단 비넬
- 미스 홀로코스트 - 미샤리나 무시에락
- 모난감베 - 사라 말도로
- 오 브라더 옥토푸스 - 플로리안 쿠너트
- 더 래빗 헌트 - 패트릭 브레스난
- 스트리트 오브 데스 - 카람 고사인

### 독일영화전망
- 더 베스트 오브 올 월즈 - 아드리안 고이깅어
- 파이널 스테이지 - 니콜라스 슈미트
- 가비 - 미하엘 페터 나탄스키
- 위 워 킹스 - 크리스티안 폰 브록하우젠 외 1명
- 밀레니얼스 - 야나 뷰어겔린
- 다크 블루 걸 - 마샤 슐린스키
- 엔드 오브 더 시즌 - 라스 헨닝
- 백 포 굳 - 미아 스펭글러
- 아이언헤드 - 티안 동
- 콘테너 - 제바스티안 랑
- 미켈 - 카보 케르니히
- 셀프-크리터시즘 오브 어 부르주아 도그 - 줄리안 라들마이어
- 타라 - 펠리시타스 손빌라
- 파스 - 크리스 미라

### 포럼부문
- 춘천, 춘천 - 장우진
- 오발탄 - 유현목
- 최후의 증인 - 이두용
- 12 - 차재민
- 엘 마르 라 마르 - 조슈아 보네타 외 1명
- 어 하트 오브 러브 - 루카즈 론두다
- 스핀 - 기난 자이들
- [[스트리트스케이프 [다이얼로그]]] - 헤인즈 에미그홀즈
- 다크 어댑테이션 - 크리스 게만
- 하우스 인 더 필즈 - 탈라 하디드
- 뉴튼 - 아미트 마서카
- 러빙 피아 - 다니엘 보르그만
- 텐 모닝스 텐 이브닝스 앤드 원 호라이즌 - 니시카와 토모나리
- 프롬 어 이어 오브 논-이벤트 - 안 카롤린 레닝거 외 1명
- 어 톨 테일 - 마야 슈바이처
- 웨어울프 - 앤드류 길리스
- 호숫가 사람들 - 하오밤 파반 쿠마르
- 데이베온 - 아만 아마시
- 그린 리버. 더 타임 오브 더 야쿠루나스 - 알바로 사미엔토 외 1명
- 라이플 - 다비 프레토
- 인 히스 룸 - 에바 C. 헬드만
- 아스베스토스 - 사샤 리트빈테세바 외 1명
- 퍼플, 바디스 인 트렌슬레이션 - 파트 II 오브 어 옐로우 메모리 프롬 디 옐로우 에이지 - 조 나미
- 루지엔코 - 샤론 로크하르트
- 바라쥬 - 로라 슈뢰더
- 캐스팅 - 니콜라스 바커바스
- 옥시동탈 - 닐 벨루파
- 애니멀스(영어판) - 그렉 지글린스키
- 골든 엑시트 - 알렉스 로스 페리
- 러슬러스 - 알베르티나 캐리
- 포 아킴 - 제레미 S. 레빈 외 1명
- 씨티 오브 더 썬 - 라티 오넬리
- 뽀빠이 씨스 3D - 켄 제이콥스
- 세트 - 피터 밀러
- 더 웰페어 오브 토마스 오 핼리씨 - 던컨 캠벨
- 라이드 라이크 라이트닝, 크래쉬 라이크 썬더 - 펀 실바
- 우타르, 솔트워터 드림스 - 카라빙 필름 컬렉티브
- 터틀스 아 올웨이스 홈 - 로완 나시프
- 하쉬티 테란 - 다니엘 쾨터
- 어 필링 그레이터 댄 러브 - 마리 지르마누스 사바
- 철길 위의 인생 - 솜폿 칫게이손퐁
- 타파야 우 라 마르쉬 던 포에트 - 아메드 부아나니
- 틴셀우드 - 마리에 보이그니어
- 마마 콜로넬 - 디웨도 아마디
- 쓰리 라이츠 - 요시다 코키
- 카사 로쉘 - 카밀라 호제 도노소
- 인메이트 - 마 리
- 더 브릭 하우스 - 엘리안 에스더 보츠
- 익스페리멘탈 썸머 - 마흐무드 로프티
- 율리시스 인 더 서브웨이 - 마크 다우니 외 3명
- 더 쇼테스트 데이 - 카로 골드
- [[2+2=22 [디 알파벳]]] - 헤인즈 에미그홀즈
- [[디에스테 [우루과이]]] - 헤인즈 에미그홀즈
- 시뮬레이션 - 아베드 아베스트
- 더 도쿄 나이트 스카이 이즈 올웨이즈 더 덴세스트 쉐이드 오브 블루 - 이시이 유야
- 솜닐로퀴에스 - 베레나 파라벨 외 1명
- 레투르 아 가디르 - 모하메드 아피피
- 씨세 두즈 - 아메드 부아나니 외 2명
- 메무아르 14 - 아메드 부아나니
- 레 콰트레 소르스 - 아메드 부아나니
- 메나쉐 - 조슈아 Z. 웨인스타인
- 타슈릭 (캐스트 오프) - 야엘 바르타나
- 더 칼리 오브 이머전씨 - 아시쉬 아빅쿤탁
- 헬리오폴리스 헬리오폴리스 - 안야 도니덴 외 1명
- 요킨넨 - 로라 호렐리
- 카메라 트리트 - 번드 루첼러
- ORG - 페르난도 비리
- 크로싱 더 세븐스 게이트 - 알리 에싸피
- 이물질 - 라자 아마리
- 마더랜드 - 라모나 S. 디아즈
- 원 플러스 원 메익스 어 파라오스 초콜릿 케이크 - 마로안 오마라 외 1명
- 스터디스 언 더 에콜로지 오브 드라마 - 에이야-리사 아틸라
- 아디오스 엔서시아스모 - 블라디미르 듀란
- 울리케스 브레인 - 브루스 라 브루스

### 파노라마부문
- 바잔테 - 다니엘라 토머스
- 아이 엠 낫 유어 네그로 - 라울 펙
- 더 운드 - 존 트렌고브
- 폴리틱스, 인스트럭션 매뉴얼 - 페르난도 레온 데 아라노아
- 파이팅 스루 더 나이트 - 쉴뱅 레스페랑스
- 캐스팅 존베넷 - 키티 그린
- 자비의 여신 - 디첸 로더
- 센토어 - 악탄 압디칼리코프
- 펜듈라 - 줄리아 무랫
- 스몰 토크 - 황 후이전
- 언타이틀드 - 미카엘 글라보거 외 1명
- 챠오 챠오 - 송 슈안
- 더 킹스 초이스 - 에릭 포페
- 1945 - 페렌크 토록
- 인시리에이티드 - 필리페 반 레우
- 프롬 더 발코니 - 올레 지아에베르
- 플루이도 - 슈 리 칭
- 고스트 인 더 마운틴 - 양 헝
- 레퀴엠 포 미세스 J - 보얀 불레티치
- 헤드뱅 룰라바이 - 히샴 라스리
- 더 미스앤드리스츠 - 브루스 라 브루스
- 호스티지스 - 레조 지지네이슈빌리
- 타이거 걸 - 제이콥 라스
- 비너스 - 필리 더 레스비언 리틀 페어리 - 사비우 레이치
- 아드리아나스 팩트 - 리세테 오로츠코
- 이레이즈 앤드 포겟 - 안드레아 루카 짐머만
- 본즈 오브 컨텐션 - 안드레아 바이스
- 파이브 스타스 - 아네카트린 헨델
- 스트롱 아일랜드 - 얀스 포드
- 타니아 리브레 - 린 허쉬맨-리슨
- 드림보트 - 트리스탄 퍼란드 밀레브스키
- 마이 원더풀 웨스트 베를린 - 조헨 히크
- 이프 아이 씽크 오브 저머니 엣 나이트 - 로뮈알드 카르마카
- 인베스티게이팅 파라다이스 - 메르작 알루아슈
- 벨린다 - 마리 두모라
- 인 디 인텐션 나우 - 조아오 모레이라 셀러스
- 레볼루션 오브 사운드. 텐저린 드림 - 마가레테 크로이쳐
- 자비의 여신 - 디첸 로더
- 고스트 헌팅 - 라에드 안도니
- 차벨라 - 캐서린 건드 외 1명
- 더 테이스트 오브 베텔 넛 - 호 가
- 바야 - 아킨 오모토소
- 디스크리트 - 트래비스 매튜스
- 피엘레스 - 에두아르도 카사노바
- 죽음이 우리를 갈라놓을 때까지 - 하이너 카로프
- 베를린 신드롬 - 케이트 쇼트랜드
- 버진 머신 - 모니카 트루트
- 인플레임 - 체이란 오즈군 오스첼리치
- 웬 더 데이 해드 노 네임 - 테오나 스트루가르 미테브스카
- 저스트 라이크 아워 페어렌츠 - 라이스 보단즈키
- 갓스 오운 컨트리 - 프란시스 리
- 그들이 진심으로 엮을 때 - 오기가미 나오코
- 원 타우전드 로프스 - 토티 투시 타마세세
- 콜 미 바이 유어 네임 - 루카 구아다니노

### 파노라마 다큐멘터리
- 더 트라이얼: 더 스테이트 오브 러시아 vs 올레그 센트소브 - 아스콜드 쿠로프
- 4 블록스 - 마빈 크렌
- 더 세임 스카이 - 올리버 히르비겔
- 카이사스 인챈티드 포레스트 - 카챠 가우리로프
- 앵그리 이눅 - 알레시아 아르나쿡-바릴
- 신의 말 - 세르게이 포타포프
- 24 스노우 - 미카일 바리닌
- 사미 블러드 - 아만다 커넬
- 말리글루팃 - 자카리아스 쿠눅
- 수메 - 혁명의 사운드 - 이눅 실리스 호그
- 하프&하프 - 아카 한센
- 비토스 - 엘레 마이아 테일페데스
- 텅기저크 - 펠릭스 라쥬네스 외 1명
- 툰드라 북 - 알렉세이 바크루셰프
- 잃어버린 순수 - 앤드류 옥페아 맥클린
- 비포 더 스노우 - 크리스챤 바그트
- 사미 모멘트 - 켄 아레 봉고
- 보이 앤드 레이크 - 프로코포 노고비션
- 노웨어 랜드 - 로지 보니 암마크
- 세븐 신스: 슬로스 - 알레시아 아르나쿡-바릴
- 어 브라이드 오브 더 세븐스 헤븐 - 아나스타샤 라프수이 외 1명
- 툰드라의 노래 - 아나스타샤 라프수이 외 1명
- 썸머 1993 - 카를라 시몬
- 프로미스 - 톈 시에
- 헷지혹스 홈 - 에바 크비자노빅
- 그랜드파더 - 아마르 카우시크
- 사바쿠 - 마를리스 반 더 웰
- 울프 - 클레어 랜달
- 스닙 - 테릴 리 칼더
- 더 정글 노우스 유 베터 댄 유 두 - 후아니타 온자가
- 인투 더 블루 - 안토네타 알라마트 쿠시야노비치
- 마이 게이 시스터 - 리아 히에탈라

### 오마쥬
- 딕 트레이시 - 워렌 비티
- 마리 앙투아네트 - 소피아 코폴라
- 아웃 오브 아프리카 - 시드니 폴락
- 커튼 클럽 - 프란시스 포드 코폴라
- 그랜드 부다페스트 호텔 - 웨스 앤더슨
- 대부 3 - 프란시스 포드 코폴라
- 샤이닝 - 스탠리 큐브릭
- 배리 린든 - 스탠리 큐브릭
- 불의 전차 - 휴 허드슨
- 시계태엽 오렌지 - 스탠리 큐브릭

### 제너레이션 케이플러스
- 앙뚜 - 문창용 외 1명
- 레드 독: 트루 블루 - 크리브 스텐더스
- 도즈 후 메이크 레볼루션 하프웨이 온니 딕 데어 오운 그레이브스 - 마티우 L. 데니스 외 1명
- 업 인 더 스카이 - 페터 렌스트란드
- 리틀 하버 - 이베타 그로포타
- 스톤헤드 - 샹 자오
- 더 뮤지컬 - 닐 트리페트
- 디 얼프린스 - 쿠바 체카이
- 월레이 - 버니 골드블라트
- 스쿨 넘버 3 - 옐리자베타 스미스 외 1명
- 재뉴어리 - 다리오 마스캄브로니
- 오스카스 아메리카 - 토르핀 이베르센
- 더 풀리시 버드 - 지 황 외 1명
- 돈 스왈로 마이 하트, 앨리게이터 걸! - 펠리페 브라간카
- 투 아이린스 - 파비오 메이라
- 디 인랜드 로드 - 잭키 반 빅
- 온 더 로드 - 마이클 윈터바텀

### 컬리너리 시네마
- 셰프의 테이블 - 데이빗 겔브 외 2명
- 슈만스 바 토크 - 마리케 슈뢰더
- 앳 더 포크 - 존 파폴라
- 소울 - 안헬 파라 외 1명
- 핸드.라인.코드 - 저스틴 심스
- 씨어터 오브 라이프 - 피터 스바텍
- 아틀란틱 - 리스테드 오돔네일
- 분 - 크리스토퍼 라마르카
- 무슈 마요네즈 - 트레버 그레이엄
- 룩 앤 씨: 어 포트레이트 오브 웬델 베리 - 로라 던
- 안드레 - 더 보이스 오브 와인 - 마크 첼리스체프